# BAR 004
Chronologie des modèles (2002)
BAR 003 BAR 005
La BAR 004 est la monoplace de Formule 1 engagée par l'écurie British American Racing lors de la saison 2002 de Formule 1. Elle est pilotée par le Canadien Jacques Villeneuve et le Français Olivier Panis. Les pilotes d'essais sont les Anglais Anthony Davidson et Darren Manning, le Français Patrick Lemarié et le Japonais Ryo Fukuda.

## Historique
La BAR 004 connaît un très mauvais début de saison puisque aucun des deux pilotes ne marque de point lors des neuf premiers Grands Prix et est en proie à de gros problèmes de fiabilité : Olivier Panis abandonne dix fois en dix-sept épreuves.
Le Grand Prix de Grande-Bretagne est le meilleur de la saison pour l'écurie anglaise : Villeneuve et Panis terminent quatrième et cinquième. Le pilote français marque un autre point en Italie, performance réitérée par son coéquipier aux États-Unis.
BAR termine huitième du championnat des constructeurs avec 7 points.

## Résultats en championnat du monde de Formule 1
| Saison | Écurie                 | Moteur           | Pneus       | Pilotes            | Courses | Courses | Courses | Courses | Courses | Courses | Courses | Courses | Courses | Courses | Courses | Courses | Courses | Courses | Courses | Courses | Courses | Points inscrits | Classement |
| Saison | Écurie                 | Moteur           | Pneus       | Pilotes            | 1       | 2       | 3       | 4       | 5       | 6       | 7       | 8       | 9       | 10      | 11      | 12      | 13      | 14      | 15      | 16      | 17      | Points inscrits | Classement |
| ------ | ---------------------- | ---------------- | ----------- | ------------------ | ------- | ------- | ------- | ------- | ------- | ------- | ------- | ------- | ------- | ------- | ------- | ------- | ------- | ------- | ------- | ------- | ------- | --------------- | ---------- |
| 2002   | Lucky Strike BAR Honda | Honda RA002E V10 | Bridgestone |                    | AUS     | MAL     | BRÉ     | SMR     | ESP     | AUT     | MON     | CAN     | EUR     | GBR     | FRA     | ALL     | HON     | BEL     | ITA     | USA     | JAP     | 7               | 8e         |
| 2002   | Lucky Strike BAR Honda | Honda RA002E V10 | Bridgestone | Jacques Villeneuve | Abd     | 8e      | 10e     | 7e      | 7e      | 10e     | Abd     | Abd     | 12e     | 4e      | Abd     | Abd     | Abd     | 8e      | 9e      | 6e      | Abd     | 7               | 8e         |
| 2002   | Lucky Strike BAR Honda | Honda RA002E V10 | Bridgestone | Olivier Panis      | Abd     | Abd     | Abd     | Abd     | Abd     | Abd     | Abd     | 8e      | 9e      | 5e      | Abd     | Abd     | 12e     | 12e     | 6e      | 12e     | Abd     | 7               | 8e         |

Légende : ici 